# Sven Malm
Sven Malm (Sven August Malm; * 25. Februar 1894 in Stockholm; † 26. November 1974 ebenda) war ein schwedischer Sprinter und Hürdenläufer.
Bei den Olympischen Spielen 1920 in Antwerpen gewann er in der 4-mal-100-Meter-Staffel mit der schwedischen Mannschaft Bronze und kam in der 4-mal-400-Meter-Staffel auf den fünften Platz. Über 100 und 200 Meter schied er jeweils im Vorlauf aus.
1917 wurde er nationaler Meister im 400-Meter-Hürdenlauf.

## Persönliche Bestzeiten
- 100 m: 10,8 s, 11. Juli 1920, Stockholm
- 200 m: 22,0 s, 11. Juli 1920, Stockholm
- 400 m: 49,8 s, 1. August 1920, Stockholm
- 400 m Hürden: 57,4 s, 19. August 1917, Stockholm